# Grażyna Kotowicz
Grażyna Maria Kotowicz (ur. 10 lipca 1952 w Łużnej) – polska polityk, urzędnik samorządowy, posłanka na Sejm II kadencji.

## Życiorys
Ukończyła w 1992 studia na Wydziale Rolnym Akademii Rolniczej w Krakowie. Była wójtem gminy Łużna.
W 1993 uzyskała mandat posłanki na Sejm II kadencji. Została wybrana w okręgu nowosądeckim z listy Polskiego Stronnictwa Ludowego. Zasiadała w Komisji Polityki Społecznej, Komisji Samorządu Terytorialnego i Polityki Regionalnej, a także w kilku komisjach nadzwyczajnych i w dwudziestu podkomisjach. W 1997 nie uzyskała reelekcji.
Zaangażowana w działalność społeczną w ramach Stowarzyszenia Kasa Wzajemnej Pomocy, została prezesem najstarszej kasy w Łużnej.
W 2001 odznaczona Krzyżem Kawalerskim Orderu Odrodzenia Polski.